# Teorema Brunn-Minkowski
În matematică, teorema Brunn–Minkowski  (sau inegalitatea Brunn–Minkowski) este o inegalitate referitoare la volumele (sau mai general măsuri Lebesgue ) de submulțimi compacte de spații Euclidiene. Versiunea originală a teoremei Brunn–Minkowski  (Hermann Brunn 1887; Hermann Minkowski 1896) aplicată la mulțimile convexe. Generalizarea la seturi neconvexe compacte i se datorează L. A. Lusternik (1935).

## Formularea teoremei
Fie n ≥ 1 și fie ca μ să indice măsura Lebesgue pe Rn. Fie A și B două submulțimi nevide compacte din Rn. Atunci are loc inegalitatea:
{\displaystyle [\mu (A+B)]^{1/n}\geq [\mu (A)]^{1/n}+[\mu (B)]^{1/n},}
unde A + B indică suma Minkowski:
{\displaystyle A+B:=\{\,a+b\in \mathbb {R} ^{n}\mid a\in A,\ b\in B\,\}.}

## Observație
Demonstrația teoremei Brunn–Minkowski stabilește că funcția 
{\displaystyle A\mapsto [\mu (A)]^{1/n}}
este concavă în  sensul că pentru fiecare pereche nevidă de mulțimi compacte A și B din Rn și fiecare 0 ≤ t ≤ 1,
{\displaystyle \left[\mu (tA+(1-t)B)\right]^{1/n}\geq t[\mu (A)]^{1/n}+(1-t)[\mu (B)]^{1/n}.}
Pentru mulțimile convexe A și B inegalitatea din teoremă este strictă pentru 0 < t < 1 doar dacă A și B sunt omotetice, adică sunt egale până la translație și scalare.